# ヴィクトル・ピツルカ
ヴィクトル・ピツルカ（Victor Piţurcă、1956年5月6日-）は、ルーマニアのサッカー選手、指導者。

## 選手経歴
ウニヴェルシタテア・クライオヴァの下部組織でサッカーを学び、1974年に18歳で2部リーグのディナモ・スラティナに入団して選手キャリアをスタートさせた。1年後にウニヴェルシタテア・クライオヴァに復帰すると、その後は複数のクラブを渡り歩く。1983年にステアウア・ブカレストへ移籍すると1985年からリーグ5連覇、ルーマニアカップ優勝4回に貢献。UEFAチャンピオンズカップ 1985-86では決勝でスペインのFCバルセロナを下しルーマニア勢および東欧勢として初のチャンピオンズカップ制覇に貢献した。個人としても1987-88シーズンのルーマニアリーグにて31得点をあげ得点王となった。1989年にフランスのRCランスに移籍し1シーズンだけプレーをした後に現役を引退した。
ルーマニア代表としては1985年にデビュー。1986年6月4日に行われたノルウェー戦で代表初得点するなど1987年までに国際Aマッチ13試合に出場し6得点を記録した。しかしFIFAワールドカップやUEFA欧州選手権などの国際大会に出場することはかなわなかった。

## 指導経歴
RCランスを退団後に現役引退をしたピツルカは直ぐに指導者の道へと進み、古巣のステアウア・ブカレストやウニヴェルシタテア・クライオヴァの監督を務める。1996年にルーマニアU-21代表監督に就任すると、地元開催となった1998年のUEFA U-21欧州選手権で指揮を執った。
1998年にルーマニア代表監督に就任すると、UEFA EURO 2000予選を突破したものの、ゲオルゲ・ハジやゲオルゲ・ポペスクらといった主力選手と対立し大会前に解任。その後はステアウア・ブカレストの監督を2度務めた。
2004年12月、アンゲル・ヨルダネスクの後任として再度代表監督となる。アドリアン・ムトゥを中核に据えた堅守速攻のサッカーでUEFA EURO 2008予選を突破。本大会ではオランダ、イタリア、フランスと同じグループとなり、全敗も予想されたがフランスに0-0、イタリアと1-1で引き分ける。最終戦でオランダに0-2で敗れ決勝トーナメント進出を逃した。
しかし2010 FIFAワールドカップ・ヨーロッパ予選では初戦で各下のリトアニアに0-3で敗れ、2戦目のフェロー諸島にも1-0と辛勝するなど苦戦が続き、2009年4月1日に敵地で行われたオーストリア戦を1-2で敗れた。ルーマニアサッカー連盟は2008年から2009年にかけて満足な結果を残すことが出来ず、ワールドカップ出場が困難になったことを受け同月9日にピツルカの解任を発表した。後任にはラズヴァン・ルチェスクが就任した。
2010-11シーズンよりオーナーのゲオルゲ・ベカリの同意を得てステアウア・ブカレストのクラブ運営の全権を掌握し、ゼネラルマネージャー兼監督に就任。しかし、2010年8月8日、ベカリとの対立から59日で辞任した。8月26日、ウニヴェルシタテア・クライオヴァのゼネラルマネージャー兼監督に就任。2011年1月、クラブによる給料未払い問題でオーナーと対立し解任された。2011年6月14日、ルーマニア代表監督に三度目の就任を果たした。
2014年10月16日、アル・イテハドの監督に就任するため、ルーマニア代表監督を退任した。

## タイトル

### 選手時代
FCステアウア・ブカレスト
- ディヴィジアA：5回（1984-85、1985-86、1986-87、1987-88、1988-89）
- クパ・ロムニエイ：4回（1984-85、1986-87、1987-88、1988-89）
- UEFAチャンピオンズカップ：1回（1985-86）
- UEFAスーパーカップ：1回（1986）

個人
- ディヴィジアA得点王 : 1回 (1987-88)

### 指導者時代
FCステアウア・ブカレスト
- ディヴィジアA：1回（2000-01）
- スーペルクパ・ロムニエイ：1回（2001）

個人
- ルーマニア年間最優秀監督賞：1回（2007）